# Miloslav Hájek
Miloslav Hájek (2. prosince 1923 Brno – 7. října 1995 Zlín) byl český evangelický teolog, duchovní a synodní senior Českobratrské církve evangelické, jeden z překladatelů ekumenického překladu Bible.

## Život
Po ukončení gymnaziálních studií (1943) byl diakonem v prvním brněnském sboru ČCE (1943–1945), po válce vystudoval teologii na Husově československé evangelické fakultě bohoslovecké v Praze (1945–1949), v závěru studia byl ordinován na kazatele ČCE. Čestný doktorát teologie mu udělila pražská KEBF 25. 4. 1979.

V letech 1949–1951 působil nejprve jako vikář, později (1951–1965) jako farář ve Veselí u Jimramova, od roku 1965 až 1977 byl farářem ve Zlíně. Na 20. synodu ČCE (1977) byl zvolen synodním seniorem, tuto funkci zastával do roku 1987, kdy odešel do výslužby. Již jako emeritus přednášel po roce 1990 katechezi a církevní hudbu na Konzervatoři Evangelické akademie v Kroměříži (v současnosti sídlí v Olomouci).

Jeho synem je evangelický farář, písničkář, publicista a vysokoškolský pedagog Štěpán Hájek.

## Dílo

### Spisy

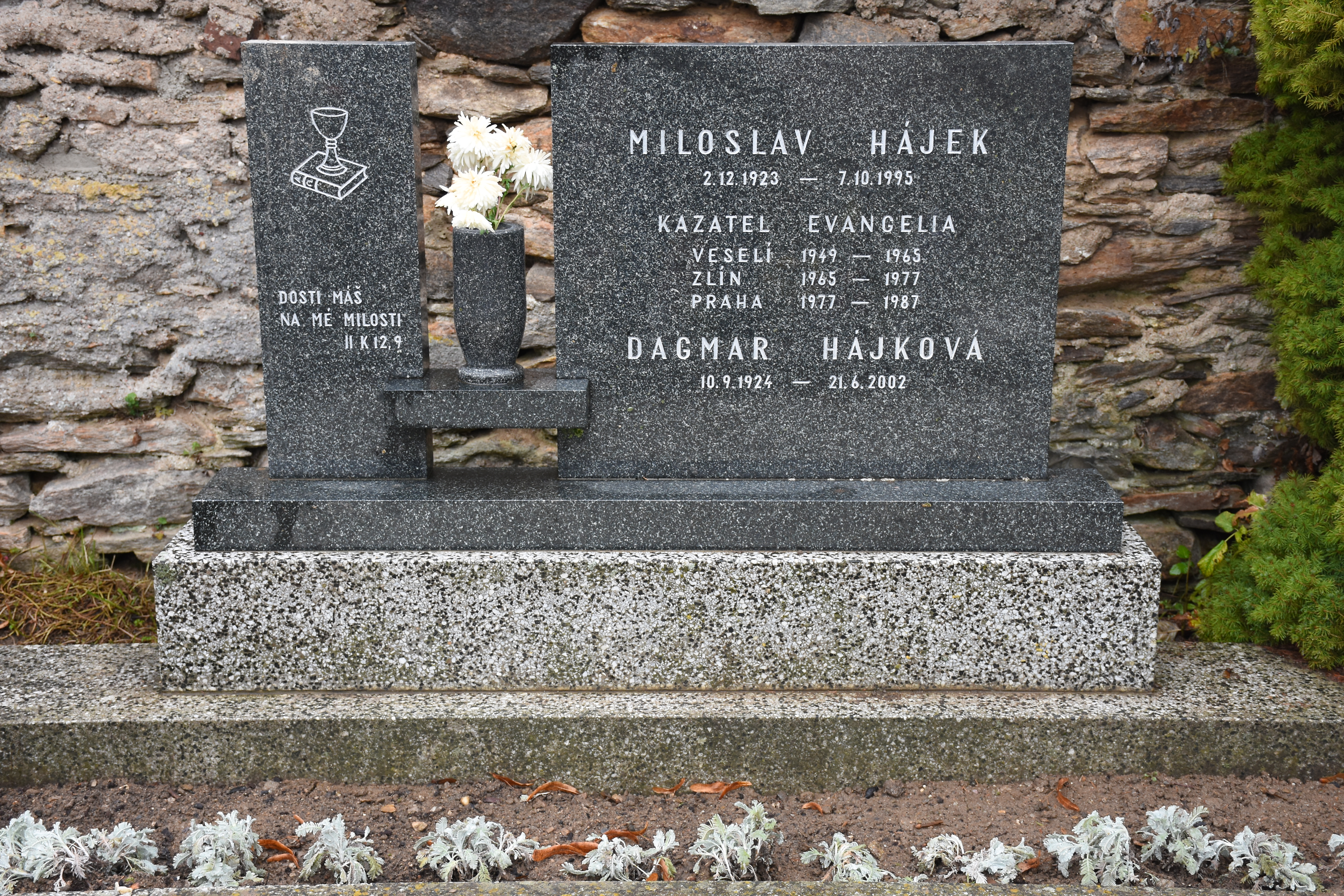
Hrob Miloslava Hájka a jeho ženy Dagmar.

- Sbírka kázání pro čtené služby Boží : Homiletická příloha časopisu Český bratr (spolu s Josefem Svatoněm). Praha : Synodní rada ČCE, 1982
- Vím, komu jsem uvěřil. Praha : ÚCN, 1983 (1. vydání); 1986 (2. vydání); Evangelické nakladatelství, 1991 (3. vydání ISBN 80-7017-420-X)
- Biblická dějeprava (spolu s Viktorem Hájkem). Praha : Ústřední církevní nakladatelství, 1985 (1. vydání); Kalich, 1988 (2. vydání); Kalich, 1990 (3. vydání ISBN 80-7017-252-5)
- Evangelický katechismus ’88. Praha : Kalich, 1989 (sestavil M. H. z pověření 20. synodu ČCE ISBN 80-7017-048-4)
- Konkordance k Evangelickému zpěvníku (spolu s Dagmar Ondříčkovou a Miluší Rychetskou). Praha : Evangelické nakladatelství, 1990 ISBN 80-7017-168-5
- Evangelium podle Matouše. Část I. Výklad kapitol 1-9. Praha : Kalich, 1995 ISBN 80-7017-924-4

### Překlady
- Kornelis Heiko Miskotte: Biblická abeceda (spolu s Janem A. Dusem). Heršpice: EMAN, 1996 ISBN 80-901854-1-X
- Günter Borkamm: Apoštol Pavel. Praha: Kalich, 1998 ISBN 80-7017-097-2